# Alberget

Alberget eller Ahlberget, är ett inofficiellt område på Södra Djurgården i Stockholm som sträcker sig ungefär 500 meter utmed Stockholms inlopp mellan Beckholmssundet och Ryssviken. Bland intressanta byggnader märks (från väster till öster) Nannylund (Alberget 1), Franska värdshuset (Alberget 2), Rosenvik (Alberget 3), Villa Kåa (Alberget 3), Lilla Rosenvik (Alberget 3), villorna Alberget 4A och B, Lilla Berga och Sofiedal (Alberget 5A och B), Weylandts villa (Alberget 6), och före detta Villa Vintra (Alberget 7). Området avgränsas i norr av Djurgårdsvägen och gränsar i öster mot Djurgårdsstaden. Rosenvik ingår i Stockholms sjögård och är en del av Nationalstadsparken.

## Historia

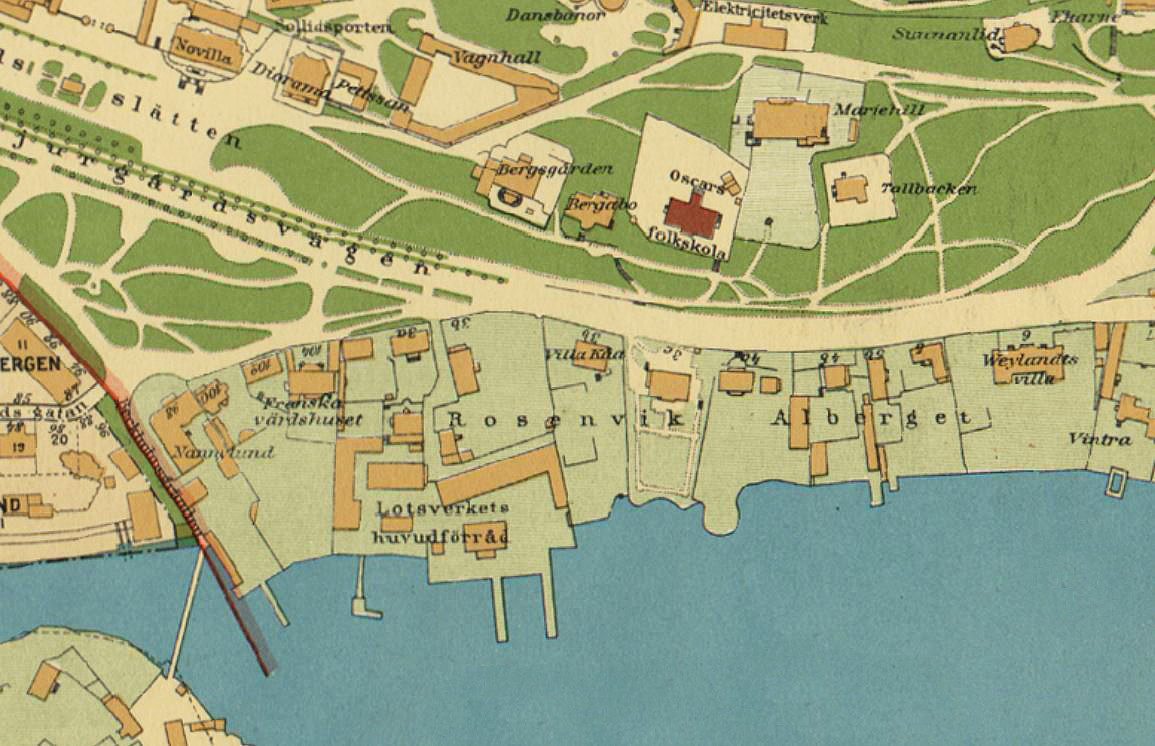
Områdena Rosenvik och Alberget, 1930.

Alberget var på 1700-talet bebyggt med mindre gårdar men kom under 1800-talet att tas i anspråk av välbärgade stockholmare som uppförde villor längs vattnet. Bland husen som uppfördes är finns det bevarande Franska värdshuset från 1806 och fastigheten Stora Rosenvik som uppfördes för livmedikus Magnus Martin af Pontin. Egendomen har givit namn åt området Rosenvik som utgör en del av Alberget.
Under första världskriget uppfördes nya lokaler, enligt arkitekten Sigge Cronstedts ritningar på Rosenvik för dåvarande Lotsverket, som 1956 förenades med de övriga statliga sjörelaterade och bildade Sjöfartsstyrelsen som 1969 bytte namn till Sjöfartsverket. Byggnaderna används fortfarande som verkstäder för reparation och underhåll av fyrmaterial, bojar, sjömärken och annat material för farlederna. Två fartyg, Fyrbyggaren och Baltica, har sina kajplatser på Rosenvik. Byggnaderna rymmer också Sjöfartsverkets Stockholmsfilial, med kontor för chefen för Stockholms sjötrafiksområde och Sjöfartsinspektionens Stockholmsavdelning.
Från 1890-talet fram till 1930-talet höll Abraham Rydbergs stiftelse till på adressen Alberget 4B (nuvarande Djurgårdsvägen 136–140), stiftelsen bedrev sjömansskola. Vid Djurgårdsvägen 158, intill Ryssviken fanns arkitekt Ferdinand Bobergs hem Villa Vintra, som han köpte 1902 och där han bodde med hustru Anna till 1925. Huset byggdes om 1925 av den nya ägaren, i ett försök att ge huset ett äldre utseende revs allt ut som Bobergs hade skapat.
Den 12 mars 1891 bildades idrottsföreningen Djurgårdens IF på ett (numera försvunnet) kafé med adressen Alberget 4A (nuvarande Djurgårdsvägen 124). Ett öl från Grebbestad Bryggeri som saluförs sedan den 1 april av Systembolaget, bär namnet Alberget 4A.

## Historiska bilder

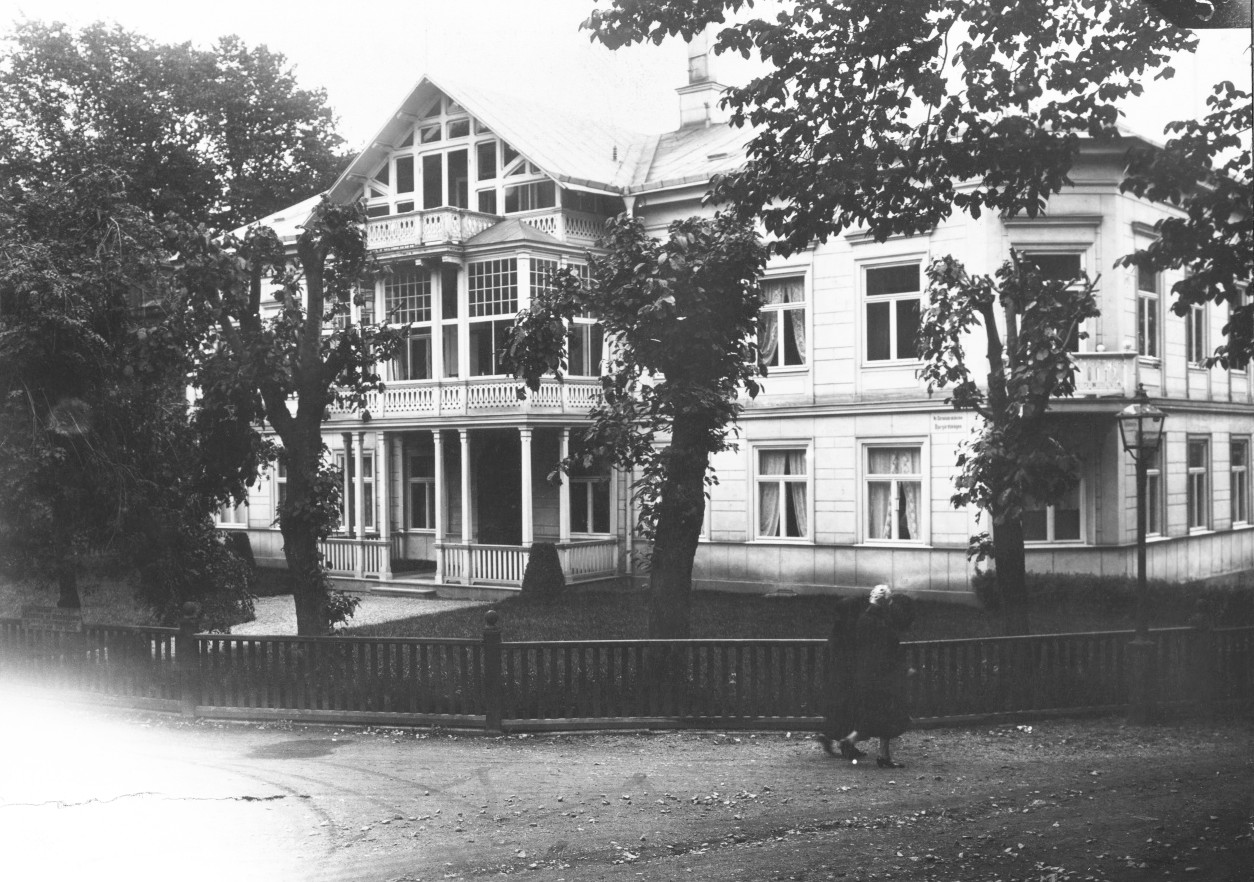
Nannylund mellan 1925 och 1930.
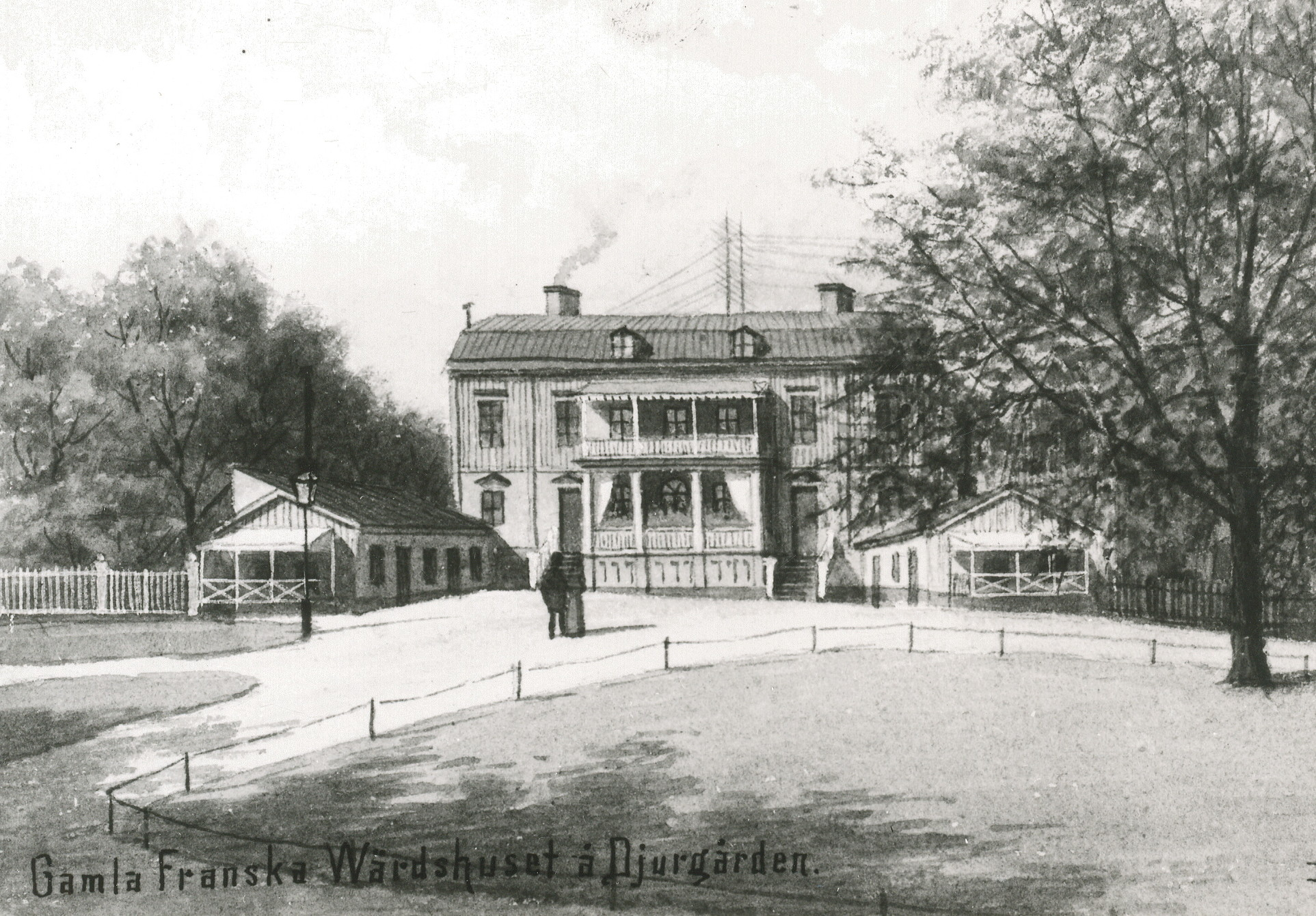
Franska värdshuset, 1890-tal.
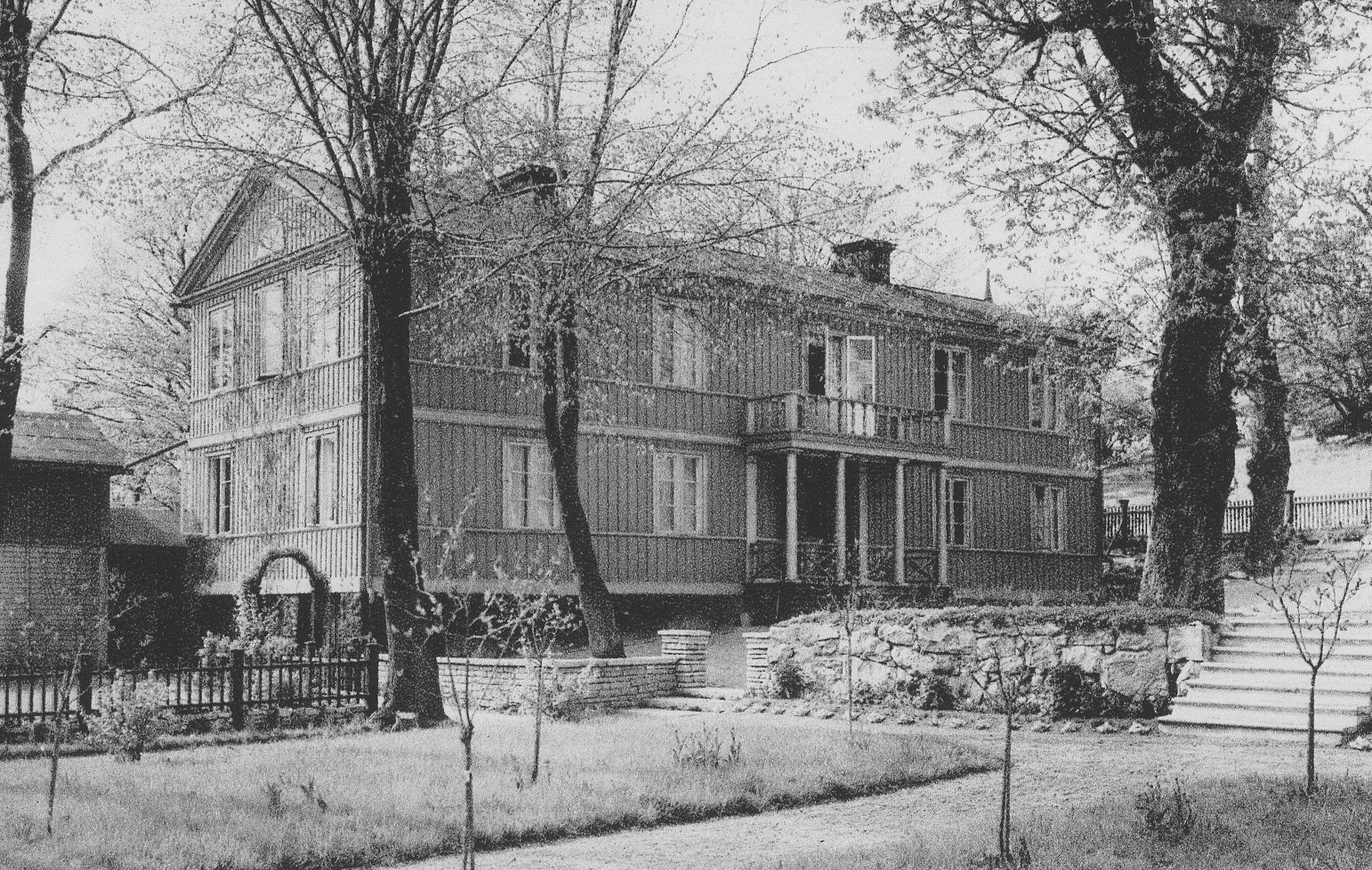
Sofiedal, 1930.
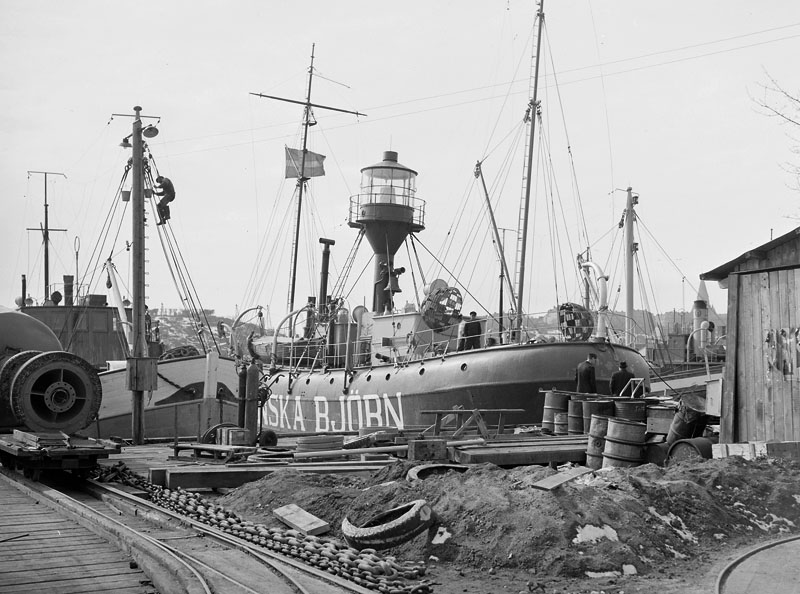
Rosenviks varv, 1956.

## Byggnader på Alberget i urval
I byggnadernas husnummer-ordning från väst till öst:
| Bild | Artikelnamn                 | Äldre beteckning | Nuvarande adress         | Kort beskrivning |
| ---- | --------------------------- | ---------------- | ------------------------ | --- |
|      | Nannylund                   | Alberget 1       | Djurgårdsslätten 98      | Nuvarande byggnad uppfördes 1870 efter en brand. Här bodde bland andra författarna August Strindberg, Vilhelm Ekelund och Lars Göransson, den senare växte upp här. En annan känd person som bodde här fram till sin död 1885 var bedragerskan Helga de la Brache. |
|      | Villa Fernström             | Alberget 1       | Djurgårdsslätten 100     | Nuvarande byggnad uppfördes 1930 efter ritningar av arkitekt Kurt von Schmalensee. Byggherre var Karl Otto Bonniers yngste son Kaj. 1987 förvärvades huset av direktören i bygg- och fastighetsbranschen, Bo Fernström och huset fick då heta "Villa Fernström". |
|      | Franska värdshuset          | Alberget 2       | Djurgårdsslätten 104     | Huset byggdes 1808 på uppdrag av den franskfödde restauratören Jean Babtist Le Maire, vilken inrättade här ett värdshus, som kallades De Maires Wärdshus och senare Franska värdshuset. Stället blev snabbt populär och besöktes av kungligheter, konstnärer och litteratörer. En av stamgästerna på 1800-talets början var publicisten Carl Christoffer Gjörwell den äldre.                                                                                |
|      | Rosenvik                    | Alberget 3       | Djurgårdsslätten 106–108 | Rosenvik är ett helt område som består av flera byggnader. Här blev läkaren Magnus Martin af Pontin i början av 1800-talet ägare av en tomt som han 1828 lät bebygga med ett av arkitekt Fredrik Bloms flyttbara trähus. Vid Valdemarsviken märks Sjöfartsverkets byggnader från 1920-talet ritade av arkitekt Sigge Cronstedt. |
|      | Villa Kåa                   | Alberget 3       | Djurgårdsvägen 114       | Villa Kåas tomt avstyckades från Rosenvik och byggherre blev guldsmeden Karl Anderson, som anlitade arkitekten Erland Heurlin att utforma huset. Heurlin ritade en mycket påkostad tegelvilla i två våningar med röda tegelfasader i tung, sen jugendstil. År 2009 såldes egendomen för 75 miljoner kronor. |
|      | Lilla Rosenvik              | Alberget 3       | Djurgårdsvägen 120       | Även tomten för Lilla Rosenvik var ursprungligen en del av läkaren Magnus Martin af Pontins egendom Rosenvik. Villan byggdes 1929 efter ritningar av arkitekt Curt Björklund på uppdrag av finansmannen Harald Lettström. Björklund ritade ett gulputsat stenhus i den för tiden typiska Nordiska klassicismen. |
|      | Alberget 4A                 | Alberget 4       | Djurgårdsvägen 124       | Huset härrör från 1700-talet men renoverades på 1920-talet av dåvarande ägaren genetikern Gert Bonnier. Sonen racerföraren Joakim Bonnier, hade fram till sin död 1972 sin svenska bostad i ett av husen på tomten. Alberget 4A blev även känd som adress där Djurgårdens IF bildades den 12 mars 1891. Alberget 4A, är även namnet för ett pilseneröl bryggt av Grebbestad Bryggeri.                                                                       |
|      | Alberget 4B                 | Alberget 4       | Djurgårdsvägen 136–140   | Huvudbyggnaden härrör 1780-talet och förvärvades 1882 av Abraham Rydbergs stiftelse "till danande av skickliga sjömän i det praktiska sjömansyrket". Under närmare 50 år bedrev stiftelsen sin sjömansskola i området. I trädgården står Sveriges äldsta bevarade kägelbana från 1848 som ursprungligen fanns i Kräftriket på Norra Djurgården och flyttades hit på 1960-talet.                                                                             |
|      | Sofiedal                    | Alberget 5B      | Djurgårdsvägen 142       | Sofiedal färdigställdes på 1830-talet när grosshandlaren August Ferdinand Mann ägde stället. Under generalkonsulen och grosshandlaren Gustaf Unman, som förvärvade egendomen 1875, fick byggnaden sitt nuvarande namn Sofiedal, efter hustrun Sophia. På 1980-talet ägdes Sofiedal av professorn i musikvetenskap, Ingmar Bengtsson. |
|      | Lilla Berga                 | Alberget 5A      | Djurgårdsvägen 144       | Huset uppfördes 1773 på en liten bergsknalle (därav namnet) för grosshandlaren Christian Pettersson. År 1923 köptes Alberget 5A av Wera Olsson, hustru till konsthistorikern Martin Olsson. Familjen bodde sedan på Lilla Berga fram till 1978, då stället såldes till arkitekten Staffan Berglund (känd genom sin futuristiska Villa Spies), som ansvarade för en pietetsfull renovering och restaurering av byggnaden till 1700-tals skick.               |
|      | Weylandtska villan          | Alberget 6       | Djurgårdsvägen 150       | Villans namn härrör från stadsmäklaren Reinhold Henrik Weylandt (1783–1853) som 1829 fick besittningsrätten till tomten. Huvuddelen av dagens byggnad stod färdig 1833. Arkitekt var troligen Immanuel Nobel den yngre. Största förändringen skedde 1911 då byggnaden förlängdes med flygelbyggnader åt öster och väster och fick sitt nuvarande utseende. Till arkitekt anlitades Rudolf Arborelius. År 2016 var villan till salu för 105 miljoner kronor. |
|      | Villa Vintra Villa Lindarna | Alberget 7       | Djurgårdsvägen 158       | Vintra var åren 1903 till 1925 paret Ferdinand Bobergs och Annas hem på Södra Djurgården. Ferdinand var arkitekt för huvudbyggnaden som placerades mellan två 1700-talslängor. År 1925 beslöt paret Boberg att flytta till Paris och sålde Vintra. En senare ägare var konstnärinnan Ebba Pauli-Rappe, som lät bygga om huset och kallade det ”Villa Lindarna”. I ett försök att ge huset ett äldre utseende revs allt ut som Bobergs hade skapat.          |